# Deduktion
Deduktion (vetenskapliga bevis) är generellt identiskt med härledning av slutsatser från givna premisser. Deduktiva slutledningar karakteriseras av att det råder ett hypotetiskt förhållande mellan premisser och slutsats, det vill säga ett förhållande av typen: Om P, så S.
Begreppet deduktion används också för att i bredare bemärkelse beteckna alla typer av undersökningar eller forskningsdesigner som utgår från teoretiska antaganden.
Deduktion är i formella logiska system, som satslogik och predikatlogik ett syntaktiskt begrepp, vilket betyder att det är möjligt att med slutledningsreglerna kontrollera följdriktigheten av deduktionen. Man behöver således inte känna till meningen av, utan endast relationer mellan, de ord som uppträder i premisser och slutsats.
Ett formellt deduktivt system består av ett antal axiom och minst en slutledningsregel.
Metafysiska och kunskapsteoretiska resonemang har ofta en deduktiv karaktär. Argumentationen bygger vanligen på premisser, som antas vara självklara och slutledningsregler vilka oftast inte redovisas. Detta gäller för många av de stora namnen i filosofins historia som Leibniz, Spinoza, Kant, Hegel och Schopenhauer.
Hos skolastikerna, och bland andra Descartes, betyder ordet deduktion ibland en slutledning från det allmänna till det enskilda.

## Exempel
Teodicéproblemet har sysselsatt många av Europas skarpaste hjärnor sedan antiken. Problemet uppstår, om man samtidigt vill hålla följande fem satser för sanna.
1. Gud existerar.
2. Om Gud existerar, så är han god.
3. Om Gud existerar, så är han allsmäktig.
4. Onda gärningar utförs och har utförts i världen.
5. Om Gud är god och allsmäktig, så är sats 4 falsk.

Om samtliga fem satser accepteras fås en kontradiktion. Genom att förkasta en av satserna kan problemet lösas. Nedan följer den lösning gudsförnekarna Ingemar Hedenius och Herbert Tingsten skulle kunna ha valt, det vill säga att den första satsen förkastas.
I nedanstående satslogiska deduktion betecknar följande symboler premisser:
p = Gud existerar.
q = Gud är god.
r = Gud är allsmäktig.
s = Onda gärningar utförs och har utförts i världen.
Den sista kolumnens beteckningar refererar till premisser och till satslogikens slutledningsregler
| 1.  | p → q      | p → q      | P   |      |
| 2.  | p → r      | p → r      | P   |      |
| 3.  | s          | s          | P   |      |
| 4.  | q ⋀ r → ¬s | q ⋀ r → ¬s | P   |      |
| 5.  |            | p          | P   |      |
| 6.  |            | q          | MP  | 1,5  |
| 7.  |            | r          | MP  | 2,5  |
| 8.  |            | q ⋀ r      | A   | 6,7  |
| 9.  |            | ¬s         | MP  | 4,8  |
| 10. |            | s ⋀ ¬s     | A   | 3,9  |
| 11. | ¬p         | ¬p         | RAA | 5,10 |

Med de fyra satserna 2–5 som grundpremisser, valda bland de ursprungliga fem, har man således härlett slutsatsen, att Gud inte existerar. I härledningen medför tilläggspremissen p, att en kontradiktion erhålles och slutsatsen ¬p fås medelst reductio ad absurdum-regeln, RAA.
I följande två exempel betecknar P en premiss och S deduktionens slutsats.
Syllogism
- Alla människor är dödliga. P
- Aristoteles är en människa. P
- Aristoteles är dödlig. S

Satslogik
- Om min klocka går rätt så är tåget försenat. P
- Tåget är inte försenat. P
- Min klocka går inte rätt. S. Slutsatsen är erhållen med hjälp av MT